# Aristidi Panajotidi
Aristidi Gieorgijewicz Panajotidi, ros. Аристиди Георгиевич Панайотиди, gr. Αριστείδης Παναγιωτίδης (ur. 28 lutego 1971 w Moskwie, Rosyjska FSRR, ZSRR) – rosyjski piłkarz pochodzenia greckiego, grający na pozycji bramkarza, trener piłkarski.

## Kariera piłkarska
Wychowanek Szkoły Sportowej Dinamo Moskwa. W 1989 roku rozpoczął karierę piłkarską w drużynie Iskra Smoleńsk. W 1991 został piłkarzem Wołgi Twer. Po organizowaniu pierwszych niepodległych mistrzostw Rosji sezon 1992 rozpoczął w klubie Dinamo-Gazowik Tiumeń, a już latem przeniósł się do Torpedo Riazań, który potem zmienił nazwę na Spartak Riazań. W 1996 zasilił skład CSK WWS-Kristałłu Smoleńsk, a wkrótce został zaproszony do Spartaka Moskwa, ale bronił barw tylko drugiej drużyny. W 1999 bronił barw trzecioligowego zespołu Torgmasz Lubiercy, a w 2001 - FK Szatura. W 2002 zakończył karierę piłkarską w klubie Mika Asztarak.

## Kariera trenerska
Po zakończeniu kariery piłkarskiej pracował na różnych stanowiskach w klubie Dinamo Moskwa.

## Sukcesy i odznaczenia

### Sukcesy klubowe
- wicemistrz Rosyjskiej Pierwszej dywizji, grupy centralnej: 1992
- wicemistrz Rosyjskiej Drugiej dywizji, grupy centralnej: 1996